# Sveinsdóttir (krater)
Sveinsdóttir är en nedslagskrater på planeten Merkurius, med en diameter på ungefär 212 kilometer.
2008 uppkallades kratern efter den isländska målaren Júlíana Sveinsdóttir.